# Mistrzostwa Polski Juniorów w Lekkoatletyce 2025
79. Mistrzostwa Polski juniorów w lekkoatletyce – zawody lekkoatletyczne dla sportowców do lat 20 organizowane pod egidą Polskiego Związku Lekkiej Atletyki, które odbywały się od 25 do 27 lipca 2025 roku we Włocławku.

## Rezultaty

### Mężczyźni
| Konkurencja:                  | 1. miejsce                                                                                   | Rezultat | 2. miejsce                                                                               | Rezultat | 3. miejsce                                                                       | Rezultat |
| Bieg na 100 m                 | Sebastian Libura MOS CSiR Dąbrowa Górnicza                                                   | 10.44    | Kacper Buczyński MKS Bank BS Płońsk                                                      | 10.45    | Marcin Tabaka CWKS Resovia Rzeszów                                               | 10.50    |
| Bieg na 200 m                 | Marcin Tabaka CWKS Resovia Rzeszów                                                           | 21.16    | Patryk Radwan AZS UMCS Lublin                                                            | 21.17    | Aleksander Wojtasik KS Stal LA Ostrów Wlkp.                                      | 21.28    |
| Bieg na 400 m                 | Oliwier Frąckowiak MUKS Kadet Rawicz                                                         | 46.84    | Bartłomiej Adamczyk TL Pogoń Ruda Śląska                                                 | 47.45    | Jakub Szarapo BKS Bydgoszcz                                                      | 47.67    |
| Bieg na 800 m                 | Bartłomiej Kisiel KS SMS Szklarska Poręba                                                    | 1:49:07  | Alan Ciereszko MKS Hermes Gryfino                                                        | 1:49.26  | Łukasz Zaczyk MKS-MOSM Bytom                                                     | 1:49.36  |
| Bieg na 1500 m                | Łukasz Zaczyk MKS-MOSM Bytom                                                                 | 3:49.36  | Jakub Skrzypczak UKS Jedynka Gostyń                                                      | 3:49.62  | Szczepan Kuzik RKS Łódź                                                          | 3:50.41  |
| Bieg na 3000 m                | Mikołaj Olejnik RLTL GGG Radom                                                               | 8:18.27  | Szczepan Kuzik RKS Łódź                                                                  | 8:19.21  | Antoni Jarosz WMLKS Pomorze Stargard                                             | 8:22.37  |
| Bieg na 3000 m z przeszkodami | Jakub Abramczyk RLTL GGG Radom                                                               | 8:58.12  | Mateusz Nijakowski KS AZS AWF Warszawa                                                   | 9:27.93  | Aleksander Siebert GKS Olimpia Grudziądz                                         | 9:34.53  |
| Bieg na 100 m przez płotki    | Ignacy Andrzejczak UKS Vis Skierniewice Krzysztof Korzeniowski KS AZS AKF Kraków             | 13.98    | brak                                                                                     |          | Damian Haehne CWKS Resovia Rzeszów                                               | 14.06    |
| Bieg na 400 m przez płotki    | Kacper Antczak MKS Aleksandrów Łódzki                                                        | 52.90    | Aleksander Nurkowski LKS Jantar Ustka                                                    | 53.32    | Konrad Klęk KMS Szczecin                                                         | 54.49    |
| Sztafeta 4×100 m              | KS Stal LA Ostrów Wlkp. Bartłomiej Łuczak Nikodem Zimniak Aleksander Wojtasik Kajetan Doktor | 40.84    | MOS CSiR Dąbrowa Górnicza Filip Pietrzyk Kamil Stępniowski Jakub Libura Sebastian Libura | 41.43    | CWKS Resovia Rzeszów Maciej Mazurek Marcin Tabaka Damian Haehne Grzegorz Walczak | 41.60    |
| Sztafeta 4×400 m              | CWZS Zawisza Bydgoszcz SL Dawid Kośmider Wiktor Hałuja Mateusz Śmiertka Kamil Cichowski      | 3:18.69  | TL Pogoń Ruda Śląska Piotr Duda Igor Surma Michał Fedkow Bartłomiej Adamczyk             | 3:19.51  | BKS Bydgoszcz Łukasz Dura Cyprian Frankowski Sambor Zieliński Jakub Szarapo      | 3:19.58  |
| Skok w dal                    | Hubert Trościanka KS AZS AWF Warszawa                                                        | 7.60     | Krzysztof Grochowski KS AZS AWF Warszawa                                                 | 7.48     | Sambor Zieliński BKS Bydgoszcz                                                   | 7.28     |
| Trójskok                      | Szymon Wziątek AML Słupsk                                                                    | 15.37    | Jonasz Lewandowski WLKS Wrocław                                                          | 15.06    | Krzysztof Rybnik KS Podlasie Białystok                                           | 14.94    |
| Skok wzwyż                    | Sebastian Antosiak KS AZS AWF Warszawa                                                       | 2.07     | Hubert Jasek ZLKL Zielona Góra                                                           | 2.04     | Patryk Panyło UKS Tempo 5 Przemyśl                                               | 1.96     |
| Skok o tyczce                 | Paweł Pośpiech SL Olimpia Poznań                                                             | 5.10     | Maksymilian Wesołowski SL Olimpia Poznań                                                 | 4.80     | Kacper Kurzewski CWZS Zawisza Bydgoszcz SL                                       | 4.60     |
| Pchnięcie kulą                | Jan Delewski LLKS Ziemi Kociewskiej Skórcz                                                   | 17.58    | Jakub Rodziak LUKS Orkan Września                                                        | 17.29    | Mikołaj Gajda MKS Aleksandrów Łódzki                                             | 16.50    |
| Rzut dyskiem                  | Jakub Rodziak LUKS Orkan Września                                                            | 61.67    | Dylan Karczewski ULKS Uczniak Szprotawa                                                  | 50.46    | Jerzy Podolski LKS Ziemi Puckiej Puck                                            | 48.14    |
| Rzut młotem                   | Jan Pracharczyk OKS Skra Warszawa                                                            | 68.70    | Jan Delewski LLKS Ziemi Kociewskiej Skórcz                                               | 68.17    | Bartłomiej Michalski LKS Vectra Włocławek                                        | 60.91    |
| Rzut oszczepem                | Roch Krukowski KS Warszawianka W-wa                                                          | 74.99    | Aleksander Wojna KS Podlasie Białystok                                                   | 66.74    | Bartosz Wilk WMLKS Nadodrze Powodowo                                             | 64.58    |
| Chód na 10 km                 | Przemysław Jasiński WLKS Nowe Iganie                                                         | 43:39.16 | Ernest Przestrzelski WLKS Nowe Iganie                                                    | 44:02.68 | Mateusz Margiel MLKS Nadwiślanin Chełmno                                         | 46:22.12 |

### Kobiety
| Konkurencja:                  | 1. miejsce                                                                                        | Rezultat | 2. miejsce                                                                          | Rezultat | 3. miejsce                                                                               | Rezultat |
| Bieg na 100 m                 | Jagoda Żukowska SLiS JUST TEAM Bielsko-Biała                                                      | 11.46    | Wiktoria Gajosz TKS Tomasovia Tomaszów Lubelski                                     | 11.50    | Małgorzata Pojęta TKS Tomasovia Tomaszów Lubelski                                        | 11.61    |
| Bieg na 200 m                 | Wiktoria Gajosz TKS Tomasovia Tomaszów Lubelski                                                   | 23.67    | Małgorzata Pojęta TKS Tomasovia Tomaszów Lubelski                                   | 23.94    | Aleksandra Jeż AZS-AWF Gorzów                                                            | 24.05    |
| Bieg na 400 m                 | Anastazja Kuś KS AZS UWM Olsztyn                                                                  | 52.01    | Maja Zbielska BKS Bydgoszcz                                                         | 54.20    | Lena Pajęcka UKS Olimpijczyk 46 Wrocław                                                  | 54.27    |
| Bieg na 800 m                 | Róża Olchawa Kraków Athletics Team                                                                | 2:03.86  | Olivia Cieślak LKS Vectra Włocławek                                                 | 2:05.45  | Hanna Owczaruk AL Międzyzdroje                                                           | 2:06.25  |
| Bieg na 1500 m                | Karolina Tyman UKS Diament Godów                                                                  | 4:22.89  | Oliwia Piątkowska KS AZS AWF Warszawa                                               | 4:22.91  | Zuzanna Wiernicka RKS Łódź                                                               | 4:26.28  |
| Bieg na 3000 m                | Zuzanna Wiernicka RKS Łódź                                                                        | 9:33.30  | Oliwia Piątkowska KS AZS AWF Warszawa                                               | 9:41.02  | Karolina Tyman UKS Diament Godów                                                         | 9:45.96  |
| Bieg na 3000 m z przeszkodami | Michalina Thamm MKS MOS Katowice                                                                  | 10:46.72 | Zuzanna Czyż TL Pogoń Ruda Śląska                                                   | 11:02.44 | Nadia Mizgała CKS Budowlani Częstochowa                                                  | 11:08.36 |
| Bieg na 100 m przez płotki    | Zuzanna Zając KS AZS AWF Katowice                                                                 | 13.47    | Zofia Rojek AZS-AWF Gorzów                                                          | 13.48    | Amelia Kielar LKS Górnik Wałbrzych                                                       | 13.68    |
| Bieg na 400 m przez płotki    | Wiktoria Gadajska RLTL GGG Radom                                                                  | 59.96    | Amelia Kowalczuk RLTL GGG Radom                                                     | 60.94    | Wiktoria Gwiazdecka WLKS Nowe Iganie                                                     | 61.52    |
| Sztafeta 4×100 m              | TKS Tomasovia Tomaszów Lubelski Joanna Fus Wiktoria Gajosz Oliwia Chrześcijanek Małgorzata Pojęta | 44.97    | KS Stal LA Ostrów Wlkp. Lena Kanicka Oliwia Płonka Olga Szlachta Oliwia Kalińska    | 46.95    | UKS Czempion Bełchatów Lena Cichosz Małgorzata Domagała Amelia Zochniak Anna Olczyk      | 47.82    |
| Sztafeta 4×400 m              | KKL Stal Stalowa Wola Paulina Zawół Blanka Machaj Monika Zaręba Kornelia Butryn                   | 3:51.26  | MKS MOS Katowice Gabriela Kaczmarek Daniela Jurka Magdalena Słomska Michalina Thamm | 3:52.19  | WKS Wawel Kraków Jasmine Kanakanti Aleksandra Kowalińska Julia Sadkiewicz Karolina Gawin | 3:53.21  |
| Skok w dal                    | Olga Szlachta KS Stal LA Ostrów Wlkp.                                                             | 6.38     | Lena Kanicka KS Stal LA Ostrów Wlkp.                                                | 6.04     | Maja Kleszno AZS KU Politechniki Opolskiej Opole                                         | 5.90     |
| Trójskok                      | Olga Szlachta KS Stal LA Ostrów Wlkp.                                                             | 13.06    | Maja Murach UKS Atos Woźnice                                                        | 12.66    | Wiktoria Knutowicz MKS Baszta Szamotuły                                                  | 12.33    |
| Skok wzwyż                    | Maja Słodzińska UKS OSoT Szczecin                                                                 | 1.77     | Milena Patejuk AML Słupsk                                                           | 1.70     | Nina Baranowska WKS Wawel Kraków                                                         | 1.67     |
| Skok o tyczce                 | Lily Nichols KL Gdynia                                                                            | 4.05     | Zofia Jastrząb KKL Kielce                                                           | 4.0      | Laura Tyszko KS AZS AWFiS Gdańsk                                                         | 3.95     |
| Pchnięcie kulą                | Maja Bielecka RLTL GGG Radom                                                                      | 13.97    | Iga Wysoczańska MKL Jurand Szczytno                                                 | 13.86    | Oliwia Nowak LUKS Orkan Września                                                         | 12.41    |
| Rzut dyskiem                  | Oliwia Lemanowicz KS Ciechan Ciechanów                                                            | 51.46    | Alicja Winiarz KS AZS AWFiS Gdańsk                                                  | 47.06    | Oliwia Kępska CWZS Zawisza Bydgoszcz SL                                                  | 45.18    |
| Rzut młotem                   | Aneta Orzechowska LKS Vectra Włocławek                                                            | 61.12    | Aleksandra Pękala MKS-MOS Płomień Sosnowiec                                         | 52.77    | Weronika Lisiecka OŚ AZS Poznań                                                          | 51.38    |
| Rzut oszczepem                | Alicja Lach AZS KU Politechniki Opolskiej Opole                                                   | 48.52    | Małgorzata Miedziewska AML Słupsk                                                   | 46.61    | Magdalena Kata AZS UMCS Lublin                                                           | 45.51    |
| Chód na 10 km                 | Aleksandra Zembrowska WLKS Nowe Iganie                                                            | 48:23.47 | Paulina Tomaszewska UKS 12 Kalisz                                                   | 48:39.58 | Agata Dziepak CWKS Resovia Rzeszów                                                       | 55:25.75 |